# Трусов, Михаил Иванович
Михаил Иванович Трусов (6 июля 1929 год, деревня Жадунька — 18 июля 1998 год, село Красновка, Павлодарская область, Казахстан) — главный агроном совхоза «Мирный» Железинского района Павлодарской области, Казахская ССР. Герой Социалистического Труда (1981).

## Биография
Родился в 1931 году в крестьянской семье в деревне Жадунька. После начала Великой Отечественной войны эвакуировался вместе с семьёй в Казахстан. С 1943 года проживал в селе Красновка Павлодарской области, где окончил десятилетнюю школу. Некоторое время преподавал в родной школе. Обучался на заочном отделении педагогического института, обучение в котором оставил после второго курса. В 1954 году поступил на заочное отделение Омского сельскохозяйственного института, по окончании которого стал работать агрономом в совхозе «Мирный» Железинского района.
Внедрил в совхозе агрономический метод обработки семян паром и передовой опыт безотвальной системы обработки почвы и систему пятипольного земледелия с минимальной обработкой почвы Героя Социалистического Труда Терентия Мальцева в результате чего значительно увеличилась урожайность зерновых и совхоз стал получать прибыль. Если за годы семилетки (1959—1965) урожайность зерновых составляла в среднем по 3,4 центнера зерновых с каждого гектара, то по результатам восьмой пятилетки (1966—1971) совхоз сдал государству более 46 тысяч центнеров зерновых.
Неоднократно участвовал во Всесоюзной выставке ВДНХ в Москве.
По итогам Десятой пятилетки (1976—1980) совхоз «Мирный» перевыполнил план по сбору урожая зерновых. Указом Президиума Верховного Совета СССР от 19 февраля 1981 года за выдающиеся успехи, достигнутые в выполнении планов и социалистических обязательств по продаже государству в 1980 году миллиарда пудов зерна и перевыполнении планов десятой пятилетки по производству и закупкам хлеба и других сельскохозяйственных продуктов удостоен звания Героя Социалистического Труда с вручением ордена Ленина и золотой медали «Серп и Молот».
После выхода на пенсию проживал в селе Красновка. Совершил самоубийство 18 июля 1998 года.
Память
Его именем названа одна из улиц в селе Железинка.

## Награды
- Орден Ленина — дважды
- Орден «Знак Почёта»